# Dornach-Auhof

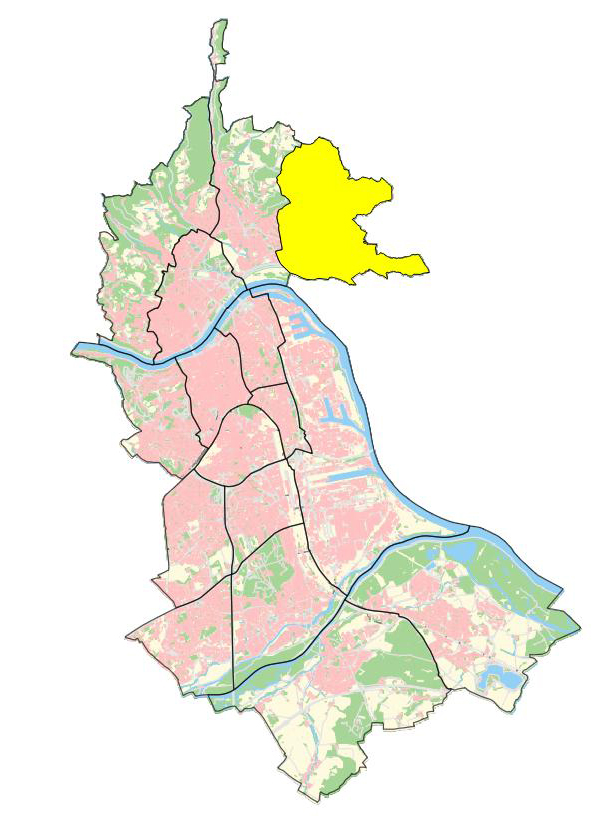
Lage in Linz

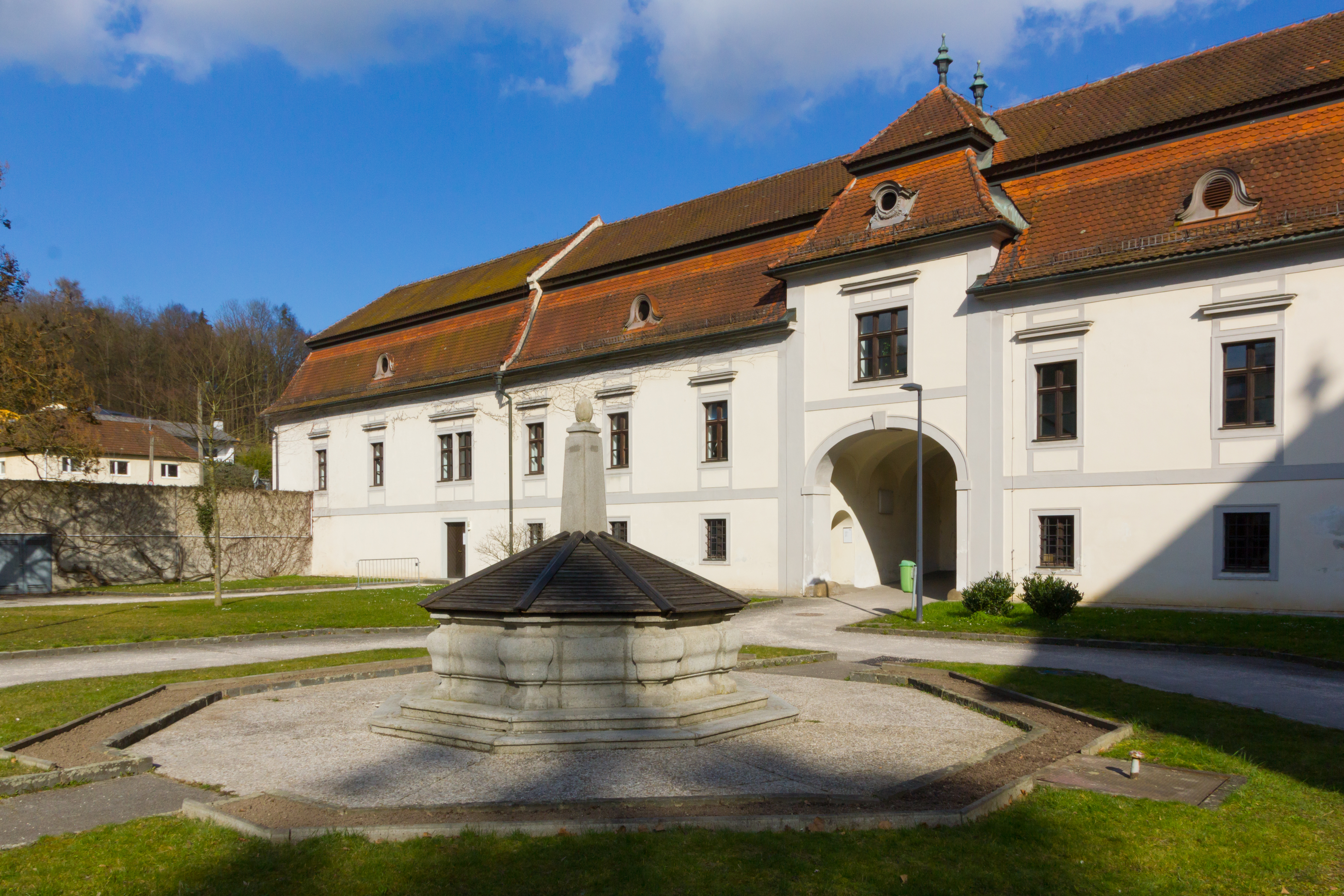
Der Innenhof von Schloss Auhof

Dornach-Auhof ist ein statistischer Bezirk der Landeshauptstadt Linz in Oberösterreich. Er liegt nördlich der Donau im äußersten Nordosten von Linz, ist 682,6 Hektar groß und hat 7497 Einwohner (Stand 1. Jänner 2024).

## Stadtteil und statistischer Bezirk
Von 1957 bis 2013 war Linz in neun Stadtteile und in 36 statistische Bezirke unterteilt. 2014 wurde das Stadtgebiet neu gegliedert. Dabei entfiel die Segmentierung in Stadtteile, und Linz besteht seitdem nur noch aus 16 statistischen Bezirken. Im Gebiet des heutigen Dornach-Auhof lagen die ehemaligen statistischen Bezirke Elmberg, Katzbach und Heilham. Bis 2014 war Dornach-Auhof Teil des Stadtteils St. Magdalena. Das Gebiet liegt in der Katastralgemeinde Katzbach, die dem alten Bezirk St. Magdalena entspricht.

## Topografie
Dornach-Auhof und St. Magdalena liegen im östlichen Teil des Beckens von Linz-Urfahr zwischen den südlichen Ausläufern des Mühlviertler Granit- und Gneismassivs und der Donau. Die Gegend war früher der westliche Rand der Riedmark, wovon auch die alte Bezeichnung Riedmarkberg für den Magdalenaberg (mit der Siedlung Haselbach, heute St. Magdalena) zeugt, während die darunterliegende Ebene einfach nur „Thal“ genannt wurde. Das Gebiet wird im Norden von der ansteigenden Magdalenaleiten und dem östlich davon gelegenen Neubruch und Elmberg mit dem Linzer Wald begrenzt. Den Abschluss bildet im Osten der alte Lauf des Katzbaches mit dem dahinter liegenden Trefflinger Sattel, im Süden der Donaustrom und im Westen der Lauf des Hasel- und Mühlbaches mit dem Haselgraben. Die alten Flurnamen, etwa Schlantenfeld (von althochdeutsch slintan: schlingen, schlucken), Steg und Wolfau weisen heute noch darauf hin, dass das Areal ein durch die eintragenden, oft hochwasserführenden Gewässer stark geprägtes Auen- und Überschwemmungsgebiet war.
Noch bis ins 15. Jahrhundert führte ein Nebenarm der Donau mitten durch das Gelände. Er zweigte bei Steg vom Hauptstrom ab, verlief entlang der heutigen Pulvermühlstraße bis zum Südhang von St. Magdalena zum Fischerhäusl (heute Magdalenastraße 2), von dort entlang der Magdalenaleiten südlich der heutigen Wolfauerstraße bis zum Schloss Auhof und östlich des heutigen Science Parks der JKU wieder nach Süden. Große Teile von St. Magdalena und Dornach-Auhof bildeten also eine ringsum von der Donau umschlossene Landscholle.
Eine bereits im frühen Mittelalter nachweisbare, wichtige Verkehrsachse war der den Bezirk in West-Ost-Richtung durchquerende, alte Linzer Steig (später Prager Reichsstraße, heute Freistädter Straße). Er war Teil der Salzstraße und verband Linz mit Freistadt und Böhmen. Der Linzer Steig überbrückte den gebietsprägenden Donauarm in Steg und im Bereich Bruckfeld vor Katzbach. Diese Hauptverkehrsverbindung verlief auf einer vom Wasser geschützten höhergelegenen Schotterbank, auf der sich auch die alten Weiler Steg und Dornach befanden.
Südöstlich von Dornach befand sich die Siedlung Furth. Mehrere Gebäude wurden 1973 abgerissen, um dort die A7 Mühlkreis Autobahn und Bach- und Donauregulierungsbauten zu errichten. Östlich von Dornach befindet sich heute noch der alte Ortskern von Katzbach, das bereits im Jahr 985 als „Chazapach“ urkundlich erwähnt wurde.

## Geschichte
Der früheste Hinweis auf eine Besiedelung von Dornach-Auhof wurde 1949 im Rahmen von Tiefbauarbeiten in Furth gefunden. Man stieß auf ein etwa 4000 Jahre altes Hockergrab aus der Frühbronzezeit.
Im Frühmittelalter wurde das heutige Oberösterreich von Bayern ausgehend durch die Bajuwaren besiedelt. Die Herrschaftsgrenzen der oft nur dünn bevölkerten Gebiete nördlich der Donau wurden lange Zeit einfach durch topografische Grenzen wie Bachläufe bestimmt, die das Land streifenförmig zur Donau hin gliederten. Der Großraum Linz war der Verwaltung des Bistums Passau unterstellt, das die Besitztümer der bedeutenden Salzmautstätte Tauersheim östlich von Linz an steirische Markgrafen, die Otakare, verlieh. Das Grafengeschlecht errichtete dort im 11. oder 12. Jahrhundert die Burg Steyregg. Das Herrschaftsgebiet der Steirer erstreckte sich nördlich der Donau von Steyregg ausgehend nach Westen über den Trefflinger Sattel, Dornach-Auhof und St. Magdalena bis zum Haselgraben, der die Grenze bildete. Beim Haselgraben befand sich der Ort Haselbach, wo Mitte des 12. Jahrhunderts eine der Hl. Maria Magdalena geweihte Kapelle errichtet wurde. Sie war der Ursprung der heutigen Pfarrkirche St. Magdalena.
Ab 1350 überließ der Herr auf Steyregg seinem Diener Chunrad Güter und Grundstücke im Bereich Auhof und Katzbach zum Erblehen. Der daraufhin errichtete Freisitz Auhof wurde in den folgenden Jahrhunderten sukzessive zum Schloss ausgebaut und durch eine Meierei, eine Kapelle, eine Brauerei und einen Schlossteich ergänzt. 1689 fielen die Besitzungen rund um das Schloss Auhof an die Familie der Starhemberger. Während der Franzosenkriege 1809 fanden in Auhof Gefechte statt, die das Schloss stark beschädigten. 1848 wurde die Grundherrschaft aufgehoben, die Besitztümer der Starhemberger in Auhof verloren an Bedeutung und die nicht weiter gepflegte Anlage begann langsam zu verfallen.
Zwischen 1786 und 1792 wurde mit dem Josephinischen Lagebuch der erste Katasterplan der Habsburgischen Erblande erstellt. Das Gebiet von Dornach-Auhof fiel der neu entstandenen Katastralgemeinde Katzbach zu, die 1851 zur selbstständigen Gemeinde wurde. 1875 schlossen sich die Gemeinden Katzbach, Pöstlingberg und Lichtenberg zur Gemeinde Pöstlingberg zusammen. 1886 lösten sich St. Magdalena und Katzbach aus dieser Großgemeinde, daraus entstand die neue Ortsgemeinde St. Magdalena bei Linz.
Im Februar 1900 starb der Besitzer von Schloss Auhof, Camillo Heinrich Starhemberg, in Wien. Er hinterließ „recht ungeordnete Vermögensverhältnisse, unglaublich hohe Schulden und zahlreiche, kaum erfüllbare Legate zu Gunsten von Förstern, Jägern und sonstigen Angestellten und zu Gunsten zahlreicher Frauen“. Sein Enkel Ernst Rüdiger Starhemberg Junior vergrößerte die Familienschulden noch weiter, nicht zuletzt durch sein Engagement im austrofaschistischen Flügel der Heimwehr. In den 1930er Jahren war er gezwungen, zahlreiche Höfe und Grundstücke in Dornach-Auhof zu verkaufen.
Mit einer Verordnung vom 3. Oktober 1938 wurde die Gemeinde St. Magdalena in das Gebiet der Stadt Linz eingegliedert. Von Mai bis Juli 1938 mussten mehrere Grundbesitzer von Dornach-Auhof ihre Felder und Höfe an das NS-Regime zwangsverkaufen oder wurden enteignet. In Auhof wurde ein SS-Kasernenkomplex erbaut, westlich davon erstreckten sich mehrere Zwangsarbeiter- und Gefangenenlager, etwa das Städtische Arbeiterlager Dornach.
In den 1960er Jahren wurden die Auhofer Kasernen zu Miet- und Eigentumswohnungen umgebaut. Eine für das Gebiet historische Entscheidung war 1961 der Ankauf des Schlosses Auhof mit großen Teilen seines umliegenden Geländes durch das Land Oberösterreich und die Stadt Linz für den geplanten Neubau einer Hochschule. 1964 erfolgte der Spatenstich durch Präsident Adolf Schärf, 1966 wurde die Hochschule für Sozial- und Wirtschaftswissenschaften Linz eröffnet und seitdem fortwährend erweitert. Parallel zum Bau der Universität setzte ab den 1960er Jahren der Bau von zahlreichen städtischen Wohnbauten und Studentenwohnheimen ein. Zwischen 1976 und 1981 wurde etwa die genossenschaftliche Wohnsiedlung Biesenfeld nach Plänen des Architekten Artur Perotti errichtet.

## Kultur und Sehenswürdigkeiten
- 1679 wurde im alten Ortskern von Dornach eine einfache Pestsäule errichtet. Sie musste einem Bauprojekt weichen und steht heute an der Ecke Voltastraße Johann-Wilhelm-Klein-Straße.[21]

- Die Universität Linz wurde nach Plänen einer Architektengruppe um Artur Perotti errichtet. Sie wurde 1966 eröffnet.
- Die römisch-katholische Pfarrkirche Heiliger Geist wurde 1971 geweiht. Der Sichtbetonbau wurde nach Plänen der Architekten Erich Scheichl und Franz Treml erbaut.[22]
- Die evangelische Versöhnungskirche ist der letzte Sakralbau von Roland Rainer und steht seit 2009 unter Denkmalschutz.
- Der Science Park der JKU Linz wurde 2001 eröffnet.

## Infrastruktur
Die früheste und lange Zeit wichtigste Verkehrsverbindung war die alte Salzstraße, der Linzer Steig. Er wurde 1753 zur Prager Reichsstraße ausgebaut und ist heute als Freistädter Straße im Stadtgebiet Teil der Bundesstraße B125 Prager Straße. In den 1970er Jahren wurde Dornach-Auhof durch die Anschlussstelle 15 (Dornach) an die A7 Mühlkreis Autobahn angeschlossen. Die Freistädter Straße und die A7 sind die wichtigsten Verkehrsverbindungen für den motorisierten Individualverkehr im Stadtteil.
1977 wurde die Straßenbahnlinie 1 der ESG Linz von der Umkehrschleife Sonnensteinstraße bis zur Endhaltestelle Universität verlängert. Heute binden die Straßenbahnlinien 1, 2 und die Buslinie 33 den Bezirk an das öffentliche Nahverkehrsnetz der Linz Linien an.
74 Prozent des Bezirkes Dornach-Auhof sind als Grünland gewidmet, 17,6 Prozent als Bauland und 8,4 Prozent als Verkehrsfläche. Damit zählt der Bezirk zu den grünsten Stadtteilen mit der höchsten Lebens- und Wohnqualität von Linz.